# Posąg Napirasu
Posąg Napirasu – datowana na drugą połowę XIV wieku p.n.e. rzeźba elamicka, przedstawiająca Napirasu, żonę króla Untasz-Napiriszy. Znajduje się obecnie w zbiorach Luwru.
Posąg został odnaleziony w 1903 roku w ruinach świątyni Ninhursag w Suzie. Waży 1750 kg. Jego rdzeń odlany został z brązu, część zewnętrzną wykonano natomiast z miedzi. Pierwotnie całość pokryta była jeszcze prawdopodobnie warstwą złota lub srebra. Mierząca 1,29 m wysokości rzeźba zachowała się z ubytkami, zaginęła głowa postaci. Królowa została ukazana w dostojnej pozie, z rękoma złożonymi poniżej piersi. Ubrana jest w długą, dzwonowatą suknię z krótkimi rękawami, zwieńczoną u spodu frędzlami. Szatę zdobi bogata ornamentyka geometryczna. Królowa ma na prawym nadgarstku bransoletę składającą się z czterech kółek.
Na posągu wyryta została inskrypcja w języku elamickim z klątwą wobec osoby, która ważyłaby się go zniszczyć. Przyzwane są w niej imiona trzech elamickich bóstw: Inszuszinaka, Napiriszy i Kiririszy.